# Tex Beneke
Tex Beneke (Gordon Lee Beneke, 12 de febrero de 1914 - 30 de mayo de 2000) fue un músico estadounidense de jazz, saxofonista tenor, cantante y director de big band.
A lo largo de su carrera trabajó con el director de big band Glenn Miller y con cantantes y músicos que también habían actuado con Miller. Así mismo, su banda también estuvo asociada con las carreras de Eydie Gorme y Ronnie Deauville. Beneke hizo solos en la grabación del tema más popular de Glenn Miller, In The Mood, y cantó en otras de sus grabaciones más famosas, "Chattanooga Choo Choo". 

## Primeros años
Nacido en Fort Worth, Texas, empezó a tocar el saxofón a los nueve años de edad, primero con el saxofón alto, pasando más adelante al de tonalidad tenor. Su primer trabajo profesional fue con el líder de banda Ben Young en 1935, pero no fue hasta su colaboración con Miller tres años después cuando se consolidó su carrera. 
El 1 de agosto de 1939 Tex Beneke interpretó solos en la grabación que Glenn Miller hizo de la canción compuesta por Andy Razaf "In The Mood". Beneke actuó con la banda de Miller en las películas Sun Valley Serenade (1941) y Orchestra Wives (1942), lo cual impulsó al cantante y saxofonista para llegar a lo más alto de las encuestas de la revista Metronome. Así, Tex Beneke aparece en la lista de músicos de la All-Star Band de Metronome de 1941, liderada por Benny Goodman. Las canciones que Beneke y el grupo tocaron fueron "Bugle Call Rag" y "One O'Clock Jump", haciendo Beneke un pequeño solo en "Bugle Call Rag". Ambas canciones fueron grabadas en el Estudio 2 de RCA en Nueva York el 16 de enero de 1941. 
En 1942 la orquesta de Glenn Miller ganó su primer Disco de Oro por "Chattanooga Choo Choo", una canción escrita por Harry Warren y Mack Gordon. La banda tocó por primera vez ese tema en la película de 1941 de Twentieth Century Fox Sun Valley Serenade." Tex Beneke era el primer cantante junto con Paula Kelly y el grupo vocal The Modernaires. "Chattanooga Choo Choo" fue grabada por la formación de Miller en los estudios del sello Victor en Hollywood, California, el 7 de mayo de 1941.
Cuando Miller dio fin a su banda a finales de 1942 para entrar en las Fuerzas Aéreas del Ejército de los Estados Unidos, Beneke tocó un breve período de tiempo con Horace Heidt antes de alistarse en la Armada de los Estados Unidos, dentro de la cual dirigió una orquesta en Oklahoma. Mientras trabajaba con Miller, a Beneke se le ofreció dirigir su propia banda, al igual que Miller había hecho con colegas y empleados como Hal McIntyre, Claude Thornhill y Charlie Spivak. Sin embargo, Beneke quería volver a trabajar con Miller tras la guerra a fin de aprender más sobre la dirección de un grupo y, aunque Beneke dirigió dos bandas en la Armada, se mantuvo en contacto con Glenn Miller mientras ambos permanecieron alistados.

## Trabajo con la herencia de Miller
Glenn Miller desapareció el 15 de diciembre de 1944 mientras volaba de Francia a Inglaterra. Tras la Segunda Guerra Mundial, las Fuerzas Aéreas del Ejército de los Estados Unidos retiraron del servicio a la banda de Glenn Miller, aunque se autorizó una "banda fantasma" de Glenn Miller en 1946. Esta banda fue dirigida por Tex Beneke. El estreno público de la formación tuvo lugar en el Capitol Theatre del circuito de Broadway el 24 de enero de 1946. Henry Mancini era el pianista del grupo y uno de los arreglistas. Otro de los arreglistas fue Norman Leyden, que había trabajado previamente en la Banda de Glenn Miller en la Fuerza Aérea. Esta banda fantasma actuó ante gran número de público a lo largo de Estados Unidos, incluidas algunas interpretaciones en el Hollywood Palladium en 1947, local en el cual Miller había actuado en 1941. El corto cinematográfico Tex Beneke and the Glenn Miller Band fue estrenado por RKO Pictures en 1947, apareciendo en el mismo Lillian Lane, Artie Malvin y el grupo vocal The Crew Chiefs.
Esta banda grabó para RCA Victor, al igual que hizo la formación original. Beneke quería una banda con su personalidad, pero los herederos de Miller querían un grupo asociado a Miller, que tocara las canciones de Glenn Miller y que utilizara el estilo de Glenn Miller. Por ese motivo en 1950 Beneke dejó de colaborar con los herederos de Miller.

## Período posterior a Glenn Miller
Beneke siguió actuando bajo su propio nombre pero sin conexión oficial ya con Miller. En los primeros años cincuenta disfrutó de un menor éxito, parcialmente debido a que estaba limitado a sellos discográficos menores como Coral Records, y también debido a la competición con otros alumnos e imitadores de Miller, tales como Jerry Gray, Ray Anthony y Ralph Flanagan. En 1950 Eydie Gorme cantó con el grupo de Beneke. Ese mismo año Beneke intervino en Cavalcade of Bands, un show televisivo de DuMont Television Network.
A finales de los años 50 hubo un renovado interés en la música del estilo swing. Beneke, junto a otros líderes como Larry Clinton y Glen Gray, grabaron en alta fidelidad nuevos discos de sus anteriores éxitos, a menudo colaborando con los músicos originales. Beneke y los anteriores cantantes de Miller, Ray Eberle, Paula Kelly y los The Modernaires grabaron el álbum Reunion in Hi-Fi, el cual contenía versiones de material original de Miller. A ese disco le siguieron otros con nuevas canciones, algunas con estilo Miller y otras ejecutadas de un modo contemporáneo. En las siguientes décadas Beneke continúo tocando, actuando de modo periódico en Disneyland.
Además participó en varios talk shows con espacios musicales, entre ellos los presentados por Merv Griffin y Johnny Carson. Sus actuaciones en The Tonight Show incluían en ocasiones dúos con su veterano compañero con Miller Al Klink, quien era en ese momento un miembro clave de la banda de The Tonight Show. En los primeros años setenta Ray Eberle se recuperó de sus dolencias y retomó las actuaciones con Beneke y los Modernaires. En 1972 Beneke aceptó regrabar algunos de sus trabajos con Miller para la colección de Time-Life Records The Swing Era, bajo producción y dirección de otro alumno de Miller, Billy May. 
Durante los 70 y los 80, Beneke tuvo una nueva formación con un estilo parecido al del clásico Miller aunque con un material mucho más moderno. En un momento dado hizo gira con los antiguos vocalistas de Jimmy Dorsey Helen O'Connell y Bob Eberly. 
Mediados los años noventa Beneke sufrió un ictus y hubo de dejar el saxofón, aunque continuó dirigiendo y cantando. En 1992, y gracias a Gary Tole, fue recompensado con una estrella en el Paseo de la Fama de Hollywood, en el 6200 de Hollywood Boulevard, por su actividad discográfica. 
Beneke se asentó en Costa Mesa (California), y permaneció activo hasta el final de la década, principalmente actuando en la Costa Oeste, y en 1998 llegó a hacer una nueva gira como homenaje a la Banda Militar de Glenn Miller. Tex Beneke falleció en el año 2000 Beneke a causa de un fallo respiratorio en Costa Mesa, California. Tenía 86 años de edad, y fue enterrado en el Cementerio Greenwood Memorial Park de Fort Worth, Texas. Su saxofón pasó a ser utilizado por Arizona Opry.